# Lutas nos Jogos Pan-Americanos de 2019 - Livre até 125 kg masculino
A categoria até 125 kg masculino foi um dos eventos da luta livre nos Jogos Pan-Americanos de 2019. Foi disputada em 10 de agosto, no Coliseu Miguel Grau.

## Calendário
Horário local (UTC-5).
| Data         | Horário | Fase                |
| ------------ | ------- | ------------------- |
| 10 de agosto | 10:24   | Quartas de final    |
| 10 de agosto | 11:15   | Semifinal           |
| 10 de agosto | 17:44   | Disputa pelo bronze |
| 10 de agosto | 17:54   | Final               |

## Medalhistas
| Ouro   | USA Nick Gwiazdowski              |
| Prata  | CUB Óscar Pino                    |
| Bronze | VEN Luis Vivenes CAN Korey Jarvis |

## Resultados

### Chave
|  | Quartas-de-final       | Quartas-de-final       | Quartas-de-final |  |  | Semifinais             | Semifinais             | Semifinais             |    |                  | Final            | Final | Final |
|  |                        |                        |                  |  |  |                        |                        |                        |    |                  |                  |       |       |
|  | Luis Vivenes (VEN)     | Luis Vivenes (VEN)     | 2                |  |  |                        |                        |                        |    |                  |                  |       |       |
|  | Óscar Pino (CUB)       | Óscar Pino (CUB)       | 6F               |  |  | Óscar Pino (CUB)       | Óscar Pino (CUB)       | 10                     |    |                  |                  |       |       |
|  | Antoine Jaoude (BRA)   | Antoine Jaoude (BRA)   | 5                |  |  | Antoine Jaoude (BRA)   | Antoine Jaoude (BRA)   | 0                      |    |                  |                  |       |       |
|  | Víctor Mancheno (ECU)  | Víctor Mancheno (ECU)  | 5                |  |  |                        |                        |                        |    | Óscar Pino (CUB) | Óscar Pino (CUB) | 0     |       |
|  | Marcos Santos (PUR)    | Marcos Santos (PUR)    | 0                |  |  |                        | Nick Gwiazdowski (USA) | Nick Gwiazdowski (USA) | 10 |                  |                  |       |       |
|  | Korey Jarvis (CAN)     | Korey Jarvis (CAN)     | 11               |  |  | Korey Jarvis (CAN)     | Korey Jarvis (CAN)     | 0                      |    |                  |                  |       |       |
|  | Nick Gwiazdowski (USA) | Nick Gwiazdowski (USA) | 10               |  |  | Nick Gwiazdowski (USA) | Nick Gwiazdowski (USA) | 10                     |    |                  |                  |       |       |
|  | Andrew Gunning (PER)   | Andrew Gunning (PER)   | 0                |  |  |                        |                        |                        |    |                  |                  |       |       |
|  |                        |                        |                  |  |  |                        |                        |                        |    |                  |                  |       |       |
|  |                        |                        |                  |  |  |                        |                        |                        |    |                  |                  |       |       |

### Repescagem
|  | Primeira rodada      | Primeira rodada      | Primeira rodada |  |  | Disputa pelo bronze  | Disputa pelo bronze  | Disputa pelo bronze |
|  |                      |                      |                 |  |  |                      |                      |                     |
|  | Luis Vivenes (VEN)   |                      |                 |  |  |                      |                      |                     |
|  | bye                  | bye                  |                 |  |  | Luis Vivenes (VEN)   | Luis Vivenes (VEN)   | 11                  |
|  | Antoine Jaoude (BRA) | Antoine Jaoude (BRA) |                 |  |  | Antoine Jaoude (BRA) | Antoine Jaoude (BRA) | 0                   |
|  | bye                  |                      |                 |  |  |                      |                      |                     |
|  |                      |                      |                 |  |  |                      |                      |                     |
|  |                      |                      |                 |  |  |                      |                      |                     |
|  |                      |                      |                 |  |  |                      |                      |                     |

|  | Primeira rodada      | Primeira rodada    | Primeira rodada |  |  | Disputa pelo bronze  | Disputa pelo bronze  | Disputa pelo bronze |
|  |                      |                    |                 |  |  |                      |                      |                     |
|  | Andrew Gunning (PER) |                    |                 |  |  |                      |                      |                     |
|  | bye                  | bye                |                 |  |  | Andrew Gunning (PER) | Andrew Gunning (PER) | 0                   |
|  | Korey Jarvis (CAN)   | Korey Jarvis (CAN) |                 |  |  | Korey Jarvis (CAN)   | Korey Jarvis (CAN)   | 7                   |
|  | bye                  |                    |                 |  |  |                      |                      |                     |
|  |                      |                    |                 |  |  |                      |                      |                     |
|  |                      |                    |                 |  |  |                      |                      |                     |
|  |                      |                    |                 |  |  |                      |                      |                     |